# كيد مكوي
كيد مكوي (بالإنجليزية: Kid McCoy)‏ مواليد 13 أكتوبر 1872 في موسكو، إنديانا، الولايات المتحدة - الوفاة 18 أبريل 1940 في ديترويت، كان ملاكم أمريكي سابق صنّف ضمن فئة الوزن المتوسط.

## روابط خارجية
- كيد مكوي على موقع IMDb (الإنجليزية)
- كيد مكوي على موقع الموسوعة البريطانية (الإنجليزية)
- كيد مكوي على موقع قاعدة بيانات الفيلم (الإنجليزية)
- كيد مكوي على موقع بوكس ريك (الإنجليزية) (registration required)